# Plato (Kolumbia)
Plato – miasto w Kolumbii, w departamencie Magdalena.